# Élections sénatoriales françaises de 1955
Les élections sénatoriales françaises de 1955 ont lieu le 19 juin dans le but d'élire un tiers des représentants au Conseil de la République. Elles font suite aux élections sénatoriales françaises de 1952 et constituent les cinquièmes élections sénatoriales françaises sous la Quatrième République.

## Résultats
|       |                                                |        |               |  |  |  |  |
| Parti | Parti                                          | Sièges | +/-           |  |  |  |  |
|       | Parti communiste français                      | 14     | 2             |  |  |  |  |
|       | Section française de l'Internationale ouvrière | 56     | en stagnation |  |  |  |  |
|       | Rassemblement des gauches républicaines        | 77     | 4             |  |  |  |  |
|       | Mouvement républicain populaire                | 21     | 3             |  |  |  |  |
|       | Centre républicain d'action rurale et sociale  | 22     | 3             |  |  |  |  |
|       | Centre républicain                             | 3      | en stagnation |  |  |  |  |
|       | Républicains indépendants                      | 66     | 18            |  |  |  |  |
|       | Républicains sociaux                           | 33     | 13            |  |  |  |  |
|       | Rassemblement d'outre-mer                      | 11     | 3             |  |  |  |  |
|       | Indépendants d'outre-mer                       | 15     | 4             |  |  |  |  |
|       | Non-inscrits                                   | 3      | 1             |  |  |  |  |

## Composition du Conseil de la République
| Groupe parlementaire                 | Groupe parlementaire                 | Groupe parlementaire                                                           | Sénateurs                            | Sénateurs                            | Sénateurs |
| Groupe parlementaire                 | Groupe parlementaire                 | Groupe parlementaire                                                           | Membres                              | Apparentés                           | Total     |
| ------------------------------------ | ------------------------------------ | ------------------------------------------------------------------------------ | ------------------------------------ | ------------------------------------ | --------- |
|                                      | PCF                                  | Communiste                                                                     | 13                                   | 1                                    | 14        |
|                                      | SFIO                                 | Section française de l'Internationale ouvrière                                 | 53                                   | 3                                    | 56        |
|                                      | RGR                                  | Groupe de la Gauche démocratique et du Rassemblement des Gauches Républicaines | 72                                   | 5                                    | 77        |
|                                      | IOM                                  | Groupe des Indépendants d'Outre-mer                                            | 13                                   | 2                                    | 15        |
|                                      | MRP                                  | Mouvement républicain populaire                                                | 21                                   | 0                                    | 21        |
|                                      | CR                                   | Centre Républicain (rattaché au groupe du MRP)                                 | 3                                    | 0                                    | 3         |
|                                      | CRARS                                | Centre républicain d'action rurale et sociale                                  | 20                                   | 2                                    | 22        |
|                                      | RI                                   | Républicains indépendants                                                      | 60                                   | 5                                    | 65        |
|                                      | RPF                                  | Républicains sociaux                                                           | 32                                   | 1                                    | 33        |
|                                      | ROM                                  | Rassemblement d'Outre-mer (rattaché au groupe du RPF)                          | 10                                   | 0                                    | 10        |
|                                      | NI                                   | Non-inscrits                                                                   | 4                                    | 0                                    | 4         |
|                                      |                                      |                                                                                |                                      |                                      |           |
| Total de sénateurs membre de groupes | Total de sénateurs membre de groupes | Total de sénateurs membre de groupes                                           | Total de sénateurs membre de groupes | Total de sénateurs membre de groupes | 320       |